# Морской проспект (Санкт-Петербург)
Морско́й проспект — проспект в Петроградском районе Санкт-Петербурга. Идёт по Крестовскому острову от проспекта Динамо до Рюхиной улицы.

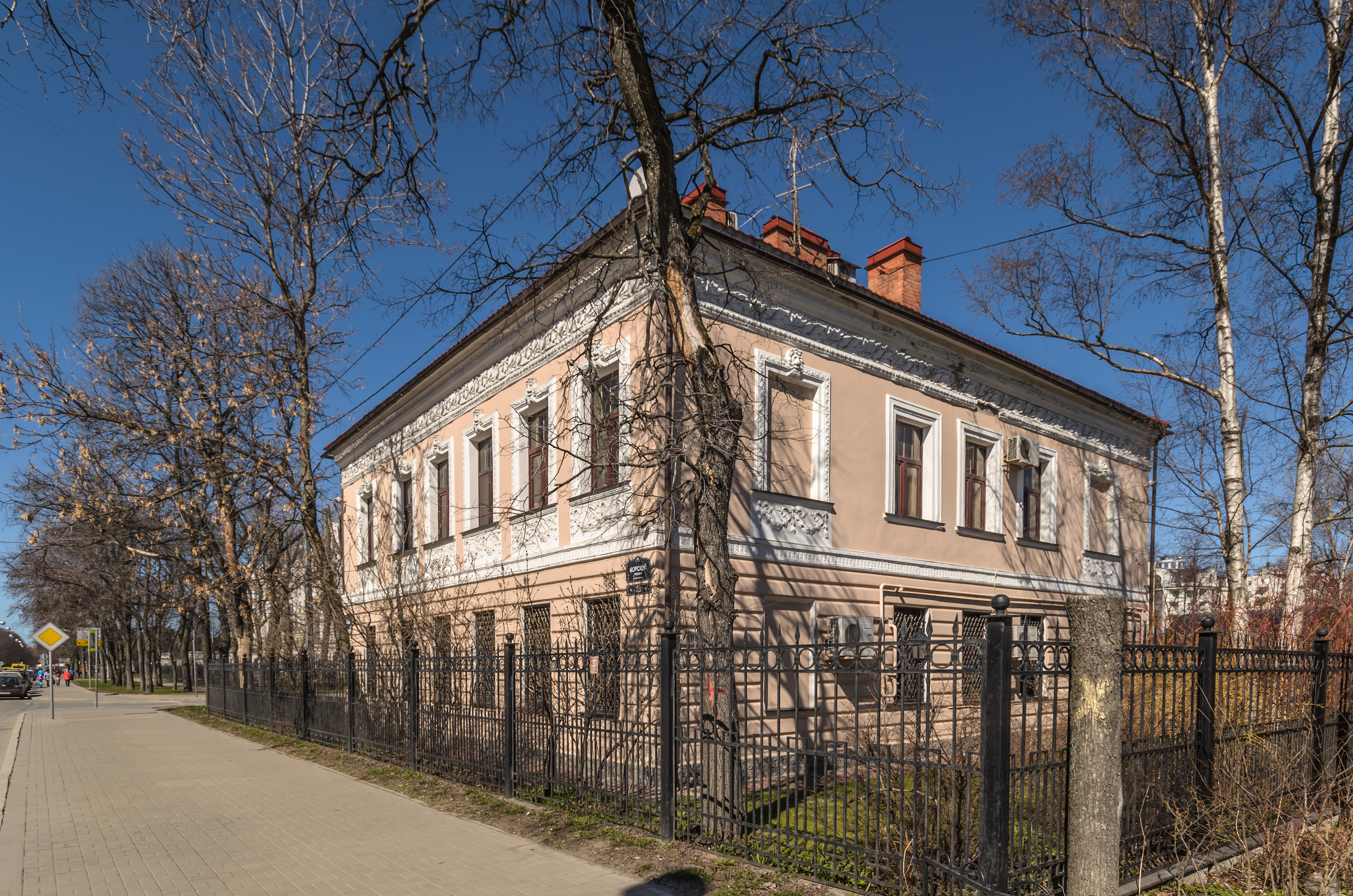
Морской проспект, дом 25

## История
С 1849 года нынешний Морской проспект именовался Средней Большой аллеей, так как проходил по центру острова между современными Крестовским и Константиновским проспектами; к последнему от Морского проспекта шла улица Косая дорожка.
Аллея выходила к морю, но в 1889 году из неё выделилась Батарейная дорога.
В 200-летие Санкт-Петербурга Среднюю Большую аллею переименовали в Морской проспект, несмотря на то, что проспект не достигал моря и переходил в Батарейную дорогу.
С 1930-х годов и Батарейная дорога перестала выходить к морю, поскольку в её окончании построили стадион.

## Дома
- № 23 — особняк Ашехмановых

## Магистрали
Морской проспект граничит или пересекается со следующими магистралями:
| 1. Проспект Динамо 2. Петроградская улица 3. Депутатская улица | 1. Спортивная улица 2. Гребная улица 3. Еленинская улица | 1. Прожекторная улица 2. Кемский переулок 3. Рюхина улица | 1. Батарейная дорога (упразднена) |

## Социально-значимые объекты
Рядом с проспектом находятся:
| - Река Малая Невка - ФГБУ «КДЦ» с поликлиникой - Областная больница № 1 | - Центр восстановительного лечения детской психиатрии - Дельфинарий - Спортивный комплекс «Динамо» |

## Транспорт
- Метро:
  - Станция «Крестовский остров»
- Автобусы:
  - Остановка «Морской проспект»: № 10, 25
  - Остановки «Станция метро Крестовский остров» и «Спортивная улица»: № 10, 14, 25, 220, 227[3]